# Welt-Erbe-Haus
Das Welt-Erbe-Haus ist ein denkmalgeschütztes Dielenhaus in der Wismar, Lübsche Straße 23. Seit Juni 2014 befindet sich dort eine 400 m² große Ausstellung zum UNESCO-Weltkulturerbe.

## Geschichte
Das Haus entstand um 1350 in der Zeit der Hanse in der Lübschen Straße 23, die seinerzeit Teil eines bedeutenden Handelsweges und gleichzeitig die Ost-West-Achse der Stadt war. Im Erdgeschoss befand sich ein großer Raum, die Diele, in der der Warenumschlag organisiert und durchgeführt wurde. Große Luchtfenster zur Straße und zum Hof brachten ausreichend Tageslicht in den Raum. Oberhalb der Diele befanden sich Lagerräume. Ein hofseitiger Flügelanbau, die Kemlade, diente als Wohnraum. Im Laufe des 17. bis 19. Jahrhunderts bauten die Eigentümer das Gebäude sukzessive zu einem reinen Wohngebäude um. Dabei wurde die ursprünglich hohe Decke der Diele abgesenkt und so die lichte Höhe in den oberen Geschossen erweitert. Weitere Umbauten erfolgten im 19. Jahrhundert auf Veranlassung des Bürgermeisters Gabriel Lembke, der das Haus zu dieser Zeit bewohnte. 1924 erwarb eine Kaufmannskompagnie das Gebäude und nutzte es als Geschäftsraum mit einer Gaststätte sowie einem kleinen Museum. 1950 zog der Kulturbund der DDR ein, der das Haus bis 1990 nutzte. Anschließend verfiel es zusehends, bis es 2004 von der Stadt im Zuge der Anerkennung als Weltkulturerbe gesichert wurde. In den Jahren 2013 bis 2014 erfolgte für rund vier Millionen Euro eine umfangreiche Sanierung.
Bei den Sanierungsarbeiten legten Restauratoren in einer Ecke des Raumes ein Natursteinbecken aus dem 17. Jahrhundert frei. Es bestand aus einer schmalen, ursprünglich bemalten Wandnische, in der ein Waschbecken eingelassen war. Es handelt sich dabei um den ersten Fund dieser Art in der Hansestadt.

## Ausstellung
Im Erdgeschoss informiert die UNESCO auf einem Rundgang anhand mehrerer internationaler Beispiele über das Welterbe sowie die Kriterien für eine Anerkennung als Weltkulturerbe bzw. Weltnaturerbe am Beispiel von Stralsund und Wismar. Auf dem Fußboden ließen die Kuratoren den Stadtgrundriss der Altstadt von Wismar anlegen, auf dem das Welt-Erbe-Haus farblich hervorgehoben ist. Der Besucher kann sich an mehreren Hörstationen über die Geschichte der Hansestadt informieren. Daneben informieren Schauflächen über die Geschichte des Handels sowie des Dielenhauses.
Anschließend wird der Besucher in den Kemladen geführt. Dort entdeckten die Restauratoren hinter einer blauen Holzdecke die ursprüngliche Ausmalung. Im hinteren Bereich des Kemladens sind Fundstücke wie Gebrauchsgeschirr aus Holz, aber auch eine Holzplatte zu sehen, die als Buchdeckel diente. Das Obergeschoss des Kemladens muss zu einer früheren Zeit einmal geteilt gewesen sein. Darauf weist eine nicht durchgängige Rokokobemalung aus dem Jahr 1770 hin, die bei der Restaurierung hinter einem braunen Anstrich des Wandpaneels in 240 Arbeitsstunden freigelegt werden konnte.
Im Obergeschoss befindet sich ein Tapetensaal mit einer seltenen, rund 64 m² großen Wandverkleidung. Sie entstand im Jahr 1823 in der Pariser Manufaktur Dufour & Leroy und zeigt eine Geschichte aus der griechischen Mythologie, die Reise des Telemachos auf die Insel der Göttin Kalypso. Sie besteht aus zusammengefügten Papierbögen, die auf einem Untergrund aus Hessian aufgebracht ist. Für das Werk wurden 2.027 verschiedene Druckstöcke geschnitten sowie 87 Farben angerieben. Aus diesem einst sehr populären Tapetenzyklus existieren weitere Stücke im Metropolitan Museum of Art in New York,  im Belmont Mansion sowie in The Hermitage, der Villa des siebten Präsident der Vereinigten Staaten, Andrew Jackson in der Nähe von Nashville, Tennessee.

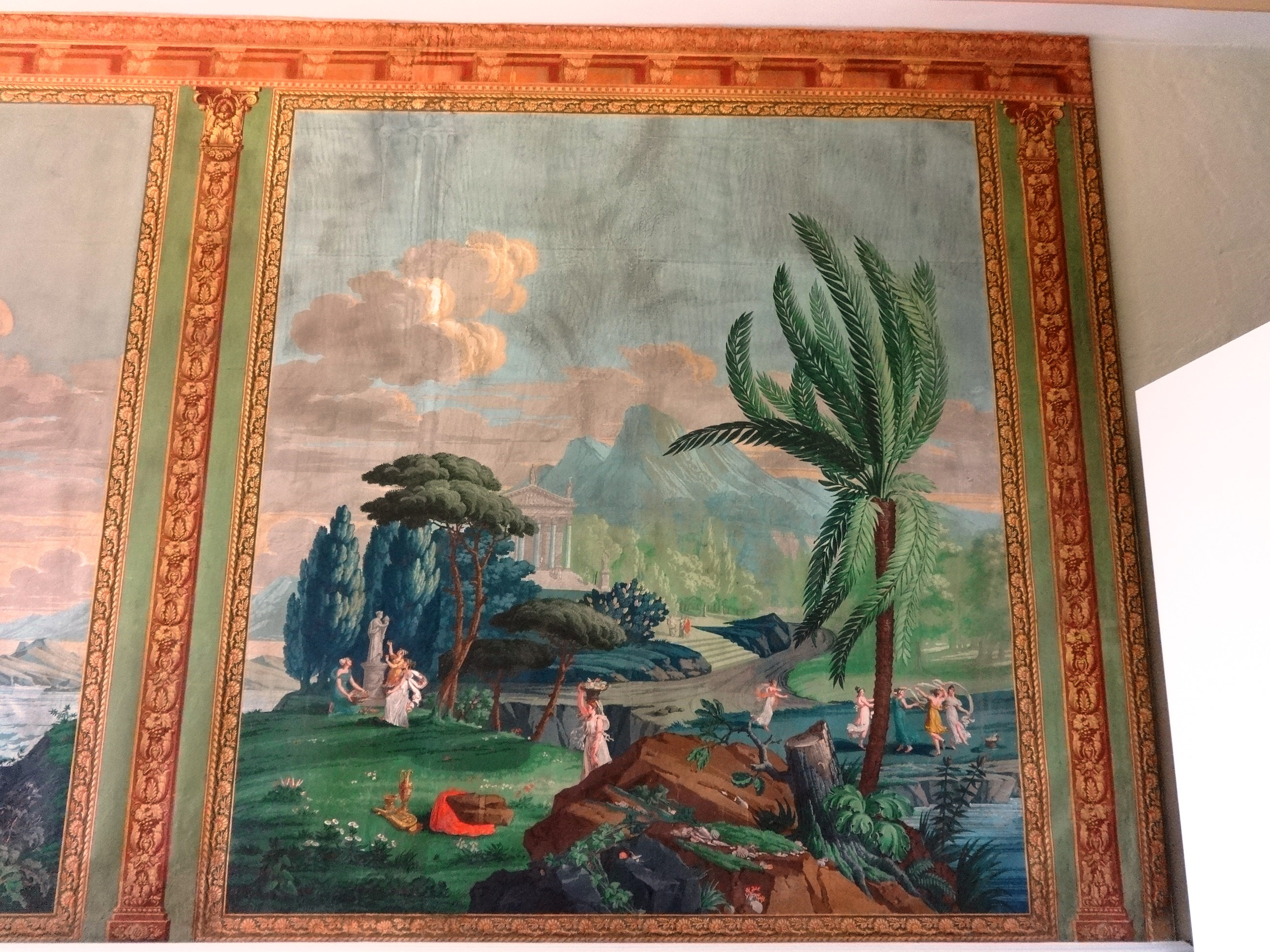
Tapetensaal
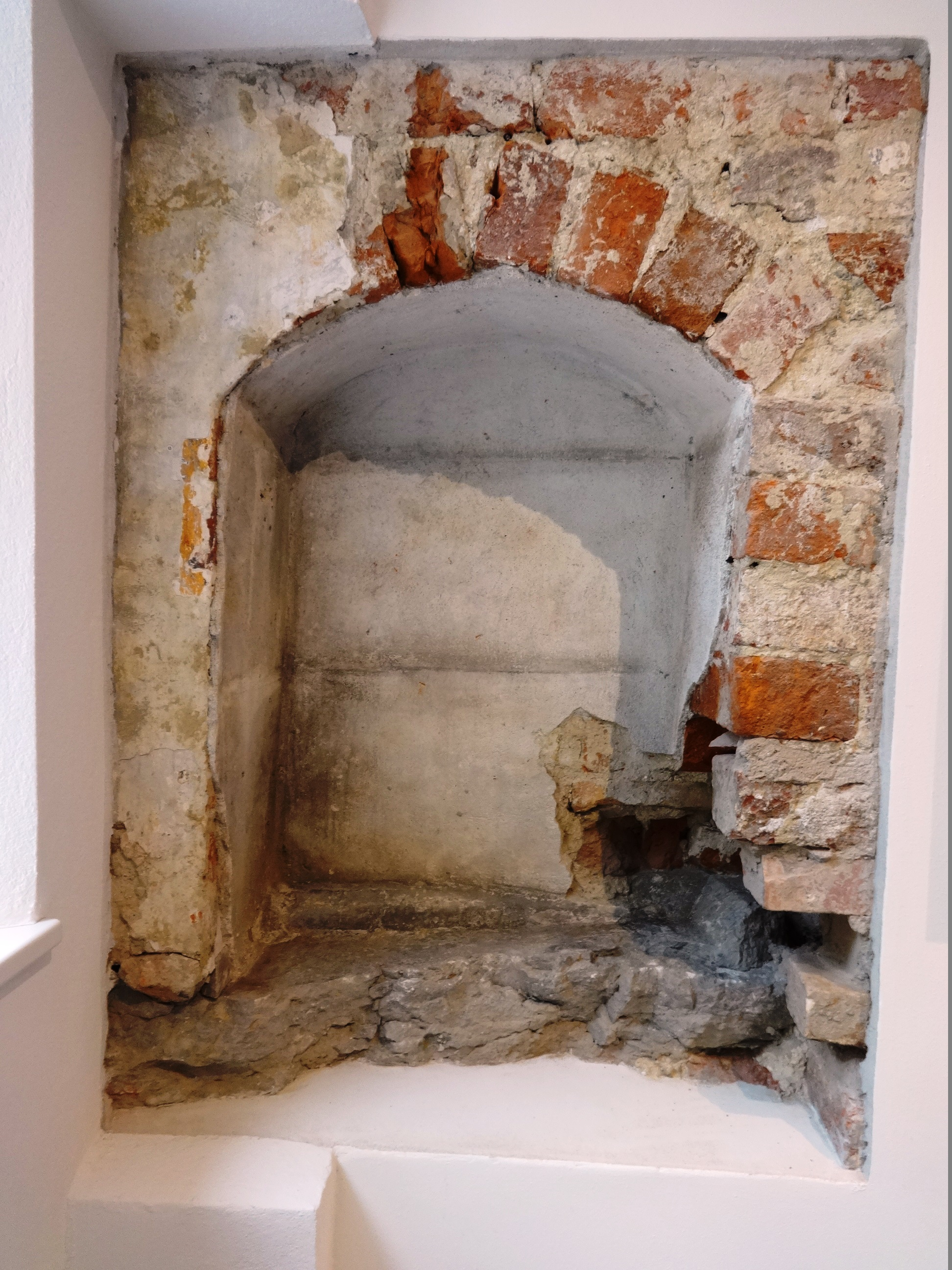
Natursteinbecken aus 17. Jahrhundert
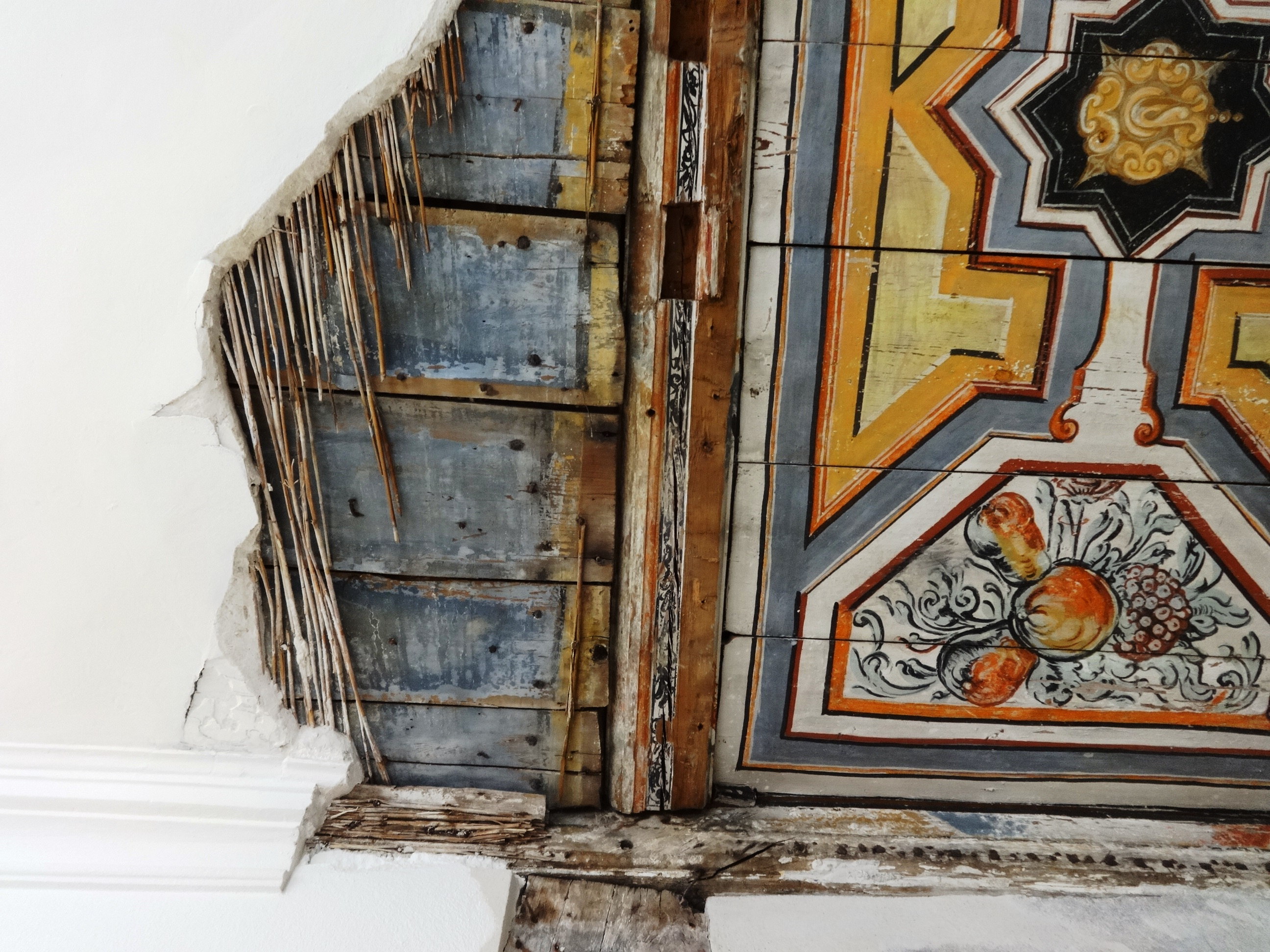
Deckenausmalung im Kemladen
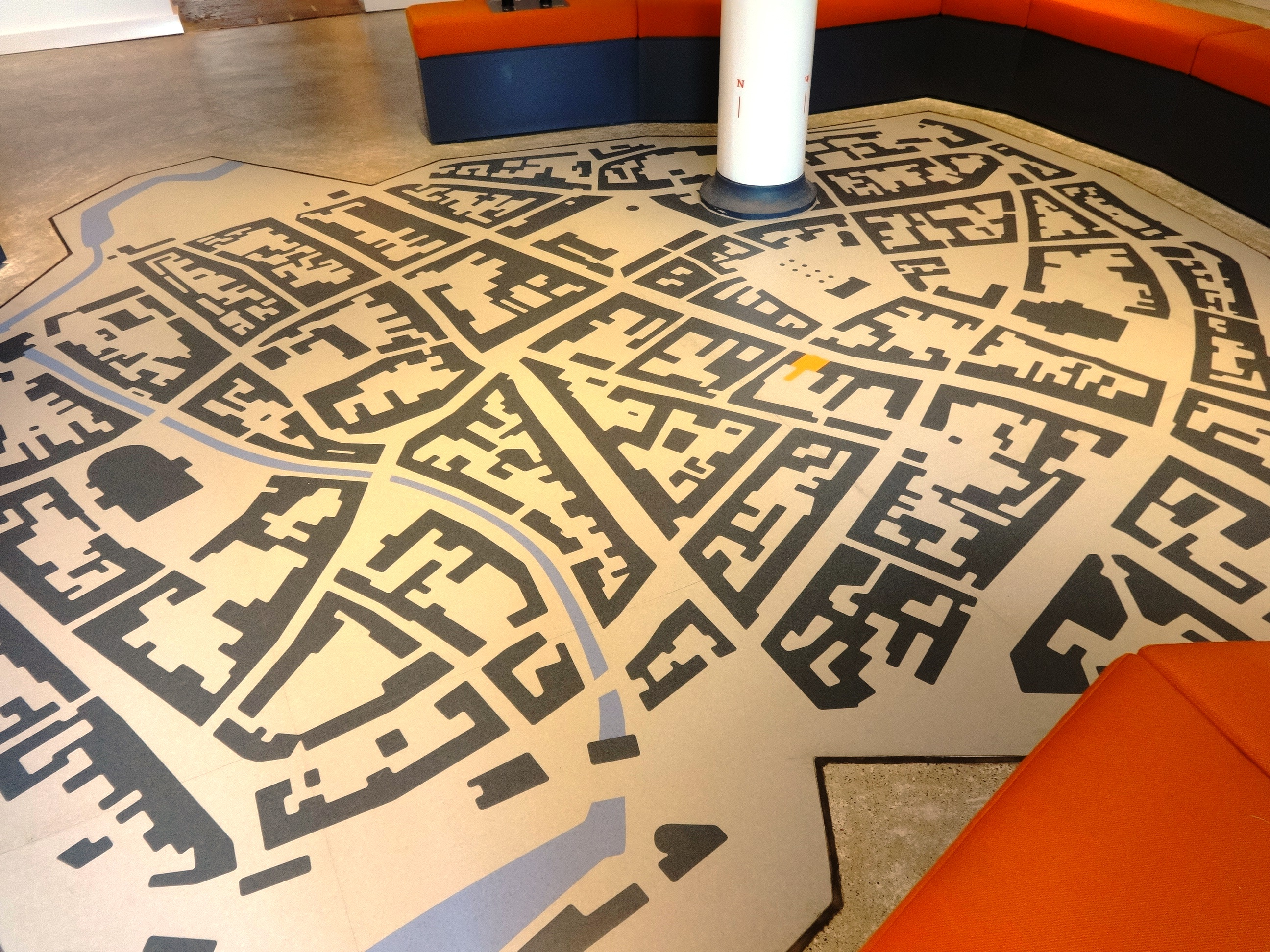
Stadtgrundriss

## Außenbereich
Zusammen mit dem benachbarten Anwesen (Lübsche Straße 23a) verfügt das Welt-Erbe-Haus innenhofseitig über einen gemeinsamen Außenbereich mit Garten. Dort befindet sich ein Wasserspiel aus Beton, das in den Boden eingelassen ist und den Grundriss der Innenstadt von Wismar zeigt. Das eiförmige Rund mit einer Länge von etwa 6 Metern und einer Breite von rund 5 Metern ist durchzogen von wasserführenden Muldenrinnen, die dem Besucher die historische Wasserversorgung der Stadt veranschaulichen sollen. Grundlage für die Gestaltung des Wasserspiels bildete der städtische Wasserleitungsplan aus dem Jahre 1710. Das Wasserspiel wurde zusammen mit der Eröffnung des Welt-Erbe-Hauses im Juni 2014 eingeweiht. Die angebrachte Bemalung verblasste allerdings rasch, sodass 2018 mit einer Sanierung begonnen werden musste. Im Zuge der Sanierung, die bis zum Juni 2019 andauerte, wurde die Bemalung durch witterungsbeständige und aufwendig gestaltete Keramikfliesen ersetzt.